# Toulo de Graffenried

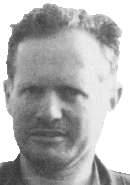
Toulo de Graffenried

Emmanuel (Toulo) de Graffenried (Parijs, 18 mei 1914 - Lonay, 22 januari 2007) was een Zwitserse Formule 1-rijder ten tijde van de oprichting van het wereldkampioenschap. Hij reed voor Maserati en Alfa Romeo.
Hij reed 22 Grand Prix en behaalde als beste resultaat een vierde plaats bij de Grand Prix Formule 1 van België in 1953. In 1949 won De Graffenried de Britse Grand Prix; dit was in het jaar voorafgaande aan dat waarin het wereldkampioenschap officieel van start ging.